# Bonzo Dog Doo-Dah Band

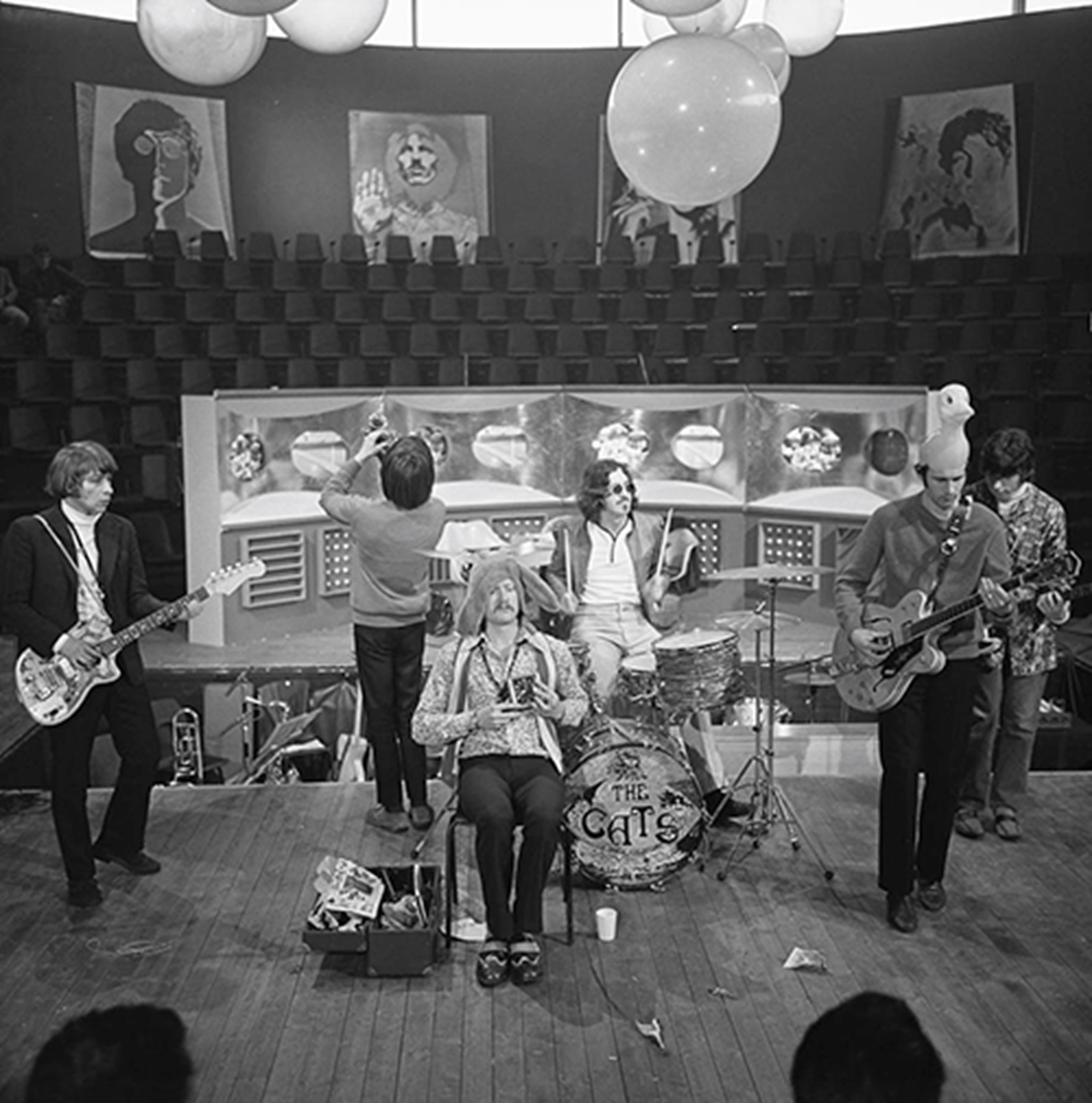
Bonzo Dog Doo-Dah Band (Fenklup, 1968)

Die Bonzo Dog Doo-Dah Band war eine vielköpfige Underground-Beatband aus dem Norden Londons, die mit satirischen Texten und ausgefallenen musikalischen und optischen Arrangements zwischen 1967 und 1972 Pop-Art-Geschichte machte. Zwischen 1966 und 1970 nahm die Band vier Studioalben und mehrere Singles auf. Ein weiteres Album veröffentlichten sie 1972 aus vertraglichen Gründen. Die Indie-Pop-Band Death Cab for Cutie benannte sich nach einem ihrer Songs.

## Geschichte
Die Geschichte der „Bonzo Dog Doo-Dah Band“ begann auf einer englischen Kunsthochschule. Dort gründeten Rodney Slater und Vivian Stanshall 1962 eine Band unter dem Namen The Bonzo Dog Dada Band. Bonzo bezog sich dabei auf eine Zeichentrickfigur der 1920er-Jahre, Dada auf den Dadaismus. Nach zahllosen Wechseln von Mitgliedern wurden 1966 bei Parlophone die ersten zwei Singles aufgenommen, die ohne nennenswerten Erfolg blieben.
Der einzige finanzielle Erfolg in den britischen Pop-Charts war das von Paul McCartney unter dem Pseudonym „Apollo C. Vermouth“ produzierte I’m the Urban Spaceman aus dem Jahr 1968. Eine weitere Verbindung zu den Beatles gab es durch einen Auftritt der „Bonzos“ im Film Magical Mystery Tour. In einer Szene begleitet die Band eine Striptease-Vorführung.
Während Gorilla von 1967 noch aufgrund des Einflusses von Slater und Spear jazzorientiert war, gab sich The Doughnut in Granny’s Greenhouse rockorientierter. Tadpoles ging wieder mehr in Richtung Jazz, Keynsham zeigte wieder die rockige Seite der Band.

## Auflösung und Wiedervereinigung
1970 löste sich die Bonzo Dog Doo-Dah Band auf. Nach einer desaströsen US-Tournee, die für Stanshall der Anfang seiner Krankheit wurde, zogen sie den Schlussstrich. Vertraglich blieben sie an ihre Plattenfirma gebunden, denen sie ein weiteres Album schuldeten. Stanshall, Cowan und Innes nahmen 1972 mit Gastmusikern das Album Let’s Make Up and Be Friendly auf. Spear und Smith lieferten eigene aber musikalisch unbedeutende Beiträge, Slater wurde nur erwähnt In Spirit.
Neil Innes wurde zunächst Mitglied bei Monty Python’s Flying Circus, spielte unter anderem in Die Ritter der Kokosnuß mit und schrieb Filmmusiken. Neben einigen Soloalben veröffentlichte er 1976 das Album Rutland Weekend Television zusammen mit Python-Mitglied Eric Idle. Idle war auch wichtiger Partner für das 1978 erschienene Album The Rutles: All You Need Is Cash, einer Parodie auf die Beatles. Er schrieb einen Großteil der Songs für den gleichnamigen Film und spielte den Ron Nasty (das Gegenstück zu John Lennon). Später folgten Fernsehserien (zum Beispiel The Innes Book of Records) im britischen Fernsehen, 1997 ein weiteres Rutles-Projekt Archaeology (in Anlehnung an die Beatles-Veröffentlichung Anthology).
Vivian Stanshall hatte einige kurzlebige Bandprojekte wie Big Grunt, Sean Head Showband, Gargantuan Chums und Kilgaron, die wegen Stanshalls labilem Gesundheitszustand nicht lange existierten. Er nahm vier Solo-Alben auf, zwei reine Musik-Platten, zwei größtenteils erzählte Werke. Er hatte die eigene Radio-Serie Rawlinson Ends, schrieb Bühnenstücke und Filme wie Crank und Stinkfoot. Auf Mike Oldfields Tubular Bells ist er als Master of Ceremonies zu hören. Seine psychischen Probleme ließen ihn Anfang der 1990er vereinsamen und führten 1995 bei einem Brand in seiner Wohnung zu seinem Tod. Seine zweite Ehefrau Ki pflegt eine Internet-Seite zum Schaffen von Vivian Stanshall.
Roger Ruskin Spear nahm eine EP und zwei Soloalben auf, eine weitere Single 1978 unter dem Pseudonym Tatty Ollity. Nach Problemen mit seinem Gehör arbeitete er später als Dozent am Chelsea Art College in London.
Rodney Slater wurde Sozialarbeiter, er tauchte bis zur Wiedervereinigung nicht mehr auf LP oder CD auf, spielte aber live mit den White’s Scandals, seiner New Titanic Band sowie mit Spear bei Bill Posters Will Be Band.
Legs Larry Smith verschwand nach lediglich einer obskuren Single (aus dem Mel-Brooks-Film The Producer) und trat im Rahmenprogramm von Elton John auf. In den 1980er Jahren sah man ihn im Umfeld von George Harrison, für den er das Cover für dessen Album Gone Troppo entwarf.
Dennis Cowan tauchte 1970 noch mal bei Stanshalls Big Grunt auf, danach schloss er sich Neil Innes’ Band The World an. Auch auf dem letzten Bonzo-Album Let’s Make Up and Be Friendly spielte er mit. Cowan wirkte 1973 bei der Londoner Bühnenfassung der „The Rocky Horror Show“ als Bassist mit. Danach wechselte er zur Band Darien Spirit, die ein Album namens Elegy to Marilyn aufnahm. Kurz nach der Veröffentlichung starb er 1975 an einer Bauchfellentzündung. Für ihn schrieb Vivian Stanshall den Text zu Vacant Chair, die Musik dazu schrieb Steve Winwood.
Dave Clague gründete mit Kevin Coyne die Band Siren, tauchte noch bei Spears erstem Album auf, verschwand aber dann. Er brachte auf dem eigenen Label DJC später das erste Spear-Album auf CD heraus und stellte das Album Anthropology mit unveröffentlichten  Bonzo-Aufnahmen zusammen. Anfang des neuen Jahrtausends wirkte er in der Cover-Band Wypeout mit.
Vernon Dudley Bowhay Nowell, Jahrgang 1932 und schon zu Bonzo-Zeiten relativ alt, nahm nur eine EP auf als Vernons Banjo Trio, stieg später zusammen mit Sam Spoons bei Bob Kerr’s Whopee Band ein. Er starb am 1. November 2023.
Bob Kerr, Sam Spoons und auch Spear und Slater spielten ab 1983 zeitweilig in der Bill Posters Will Be Band. Kerr und Spoons spielen heute noch zusammen in Bob Kerr’s Whopee Band.
Vom Verbleib der anderen Musiker ist wenig bzw. nichts bekannt.
Am 28. Januar 2006 gab es im Londoner Astoria ein Konzert mit den Originalmitgliedern Innes, Spear, Slater, Smith, Bohay-Nowell, Spoons,  Kerr sowie Andy Roberts. Als Gastsänger traten auf Ade Edmondson, Phill Jupitus, Paul Merton und Stephen Fry; die DVD von diesem Konzert erschien im Mai. Im November 2006 fand sich die Band für eine England-Tour zusammen, es wurden zwölf Konzerte gegeben. Im Sommer 2007 wurde in Suffolk ein Studio-Album aufgenommen, das im Dezember 2007 unter dem Titel Pour l’amour des chiens erschien.
Roger Ruskin Spear, Rodney Slater und Sam Spoons hatten wieder Spaß an der Zusammenarbeit gefunden und gründeten zusammen mit dem Pianisten Dave Glasson die Band Three Bonzos and a Piano. Bei mehreren Konzertserien im Süden Englands wurden sie mehrfach von Andy Roberts, Legs Larry Smith und/oder Vernon Dudley Bowhay Nowell begleitet. Im Februar 2010 erschien die CD Hair of the Dog. Im Sommer 2012 veröffentlichten Three Bonzos and a Piano ihr zweites Album Bum Notes. Legs Larry Smith hat sein „Mini-Musical“ Call Me Adolf in Eigenproduktion wiederveröffentlicht (erhältlich über seine Website).
Neil Innes gründete 2011 zusammen mit Ade Edmondson, Rowland Rivron und Phill Jupitus die Idiot Bastard Band, die jedoch lediglich live auftraten. 2016 zog Neil Innes nach Frankreich, um sich größtenteils aus dem Geschäft zurückzuziehen.
Three Bonzos and a Piano tourten später als Almost the Bonzo Dog Doo-Dah Band weiter, Ende 2014 löste Spear die Band auf und gründete mit Sam Spoons und ehemaligen Mitgliedern der Bill Posters Will Be Band die Band "Bonzo Bills". Rodney Slater führte die Bonzo Dog Doo-Dah Band weiter und gab mit Gastsängern einige Konzerte, von denen ein 50th Anniversary Live-Album (I Should Koko!) veröffentlicht wurde. Neben der Bonzo Dog Doo-Dah Band tourt Slater mit "Rodney Slater's Parrots", zu denen auch Drummer John Halsey von den Rutles gehört.

## Stil
Zu Anfang spielte man anarchische Versionen von Songs aus den Anfangsjahrzehnten des 20. Jahrhunderts. Mit der stetig wechselnden Besetzung änderte sich auch die Bandbreite der Musik. Man bediente sich stilistischer Mittel verschiedenster Musikrichtungen. Eine Konstante waren allerdings die Texte, die stets von schrägem Humor gekennzeichnet waren. 1967 fand der Wechsel in Gerry Brons Hände auf dem Liberty Label mit dem ersten Album Gorilla statt. Seither betrachtete man die Bonzos als musikalisches Gegenstück der legendären Monty Pythons, mit denen sie bereits vor deren Gründung in der Fernsehsendung Do Not Adjust Your Set auftraten. Stücke wie Hello Mabel, Rhinocratic Oaths oder Trouser Press prägen den tiefgründigen Nonsense-Humor, den eine Wesensverwandtschaft mit den Protagonisten der Neuen Frankfurter Schule (Pardon, Titanic) verbindet.

## Mitglieder
- Neil Innes (Gesang, Gitarre, Klavier u. a.) – in der Gruppe von 1964 bis 1972 und 1987 (für die Reunion-Single) und 2006 bis 2015 (gestorben 2019)
- Vivian Stanshall (Gesang, Ukulele, Tuba u. a.) – in der Gruppe von 1962 bis 1972 und 1987 (für die Reunion-Single) (gestorben 1995)
- Roger Ruskin Spear (Blasinstrumente, Roboter, Gesang) – in der Gruppe von 1965 bis 1972 und 1987 (für die Reunion-Single) und 2006 bis 2014
- Rodney Desborough Slater (Blasinstrumente, Gesang) – in der Gruppe von 1962 bis 1970 und 1987 (für die Reunion-Single) und 2006 bis 2016
- „Legs“ Larry Smith (Schlagzeug, Gesang) – in der Gruppe von 1965 bis 1972 und 1987 (für die Reunion-Single) und 2006 bis 2016
- Dennis Cowan (Bass) – in der Gruppe von 1968 bis 1972 (gestorben 1975)
- Joel Druckman (Bass) – in der Gruppe Sommer 1968
- Dave Clague (Bass) – in der Gruppe Anfang 1968
- Vernon Dudley Bowhay Nowell (Banjo, Bass, Säge, Gesang) – in der Gruppe von 1964 bis 1967 und 2006 bis 2016 (gestorben 2023)
- Sam Spoons (eigentlich Martin Ash) (Percussion, Gesang) in der Gruppe von 1964 bis 1967 und 2006 bis 2016 (gestorben 2018)
- Bob Kerr (Blasinstrumente, Gesang) – in der Gruppe im Sommer 1966 (später New Vaudeville Band, danach Bob Kerr's Whopee Band) und 2006 bis 2016
- in anfänglichen Formationen bis 1966: Chris Jennings (gestorben 2022), Roger "Happy Wally" Wilkes (jetzt in der Jollity Farm Band), Tom Parkinson (TV-Produzent in Australien),  Claude Abbo (gestorben 2017), Trevor Brown, Tom Hedge (gestorben 2016), Leon Williams (gestorben ca. 2003), Martin Fry (zuvor Temperance Seven, gestorben 2018), John Parry (später Pasadena Roof Orchestra), Ray Lewitt (zuvor Gerry Brown's Jazzmen, gestorben 2020), "Big" Sid Nicholls (gestorben 2019), Jon Eedy (gestorben 2015), Ivan Sampson, Ian Cunningham, Ed Chamberlain (gestorben 2020), Mike Parkinson, Nick Harper, Mike Parkinson, John Bear
- in späteren Formationen „Borneo“ Fred Munt (ex-Roadie, gestorben ca. 2009), Chalky Chalkey, Aynsley Dunbar, Jim Capaldi (Traffic, gestorben 2005), Anthony „Bubs“ White (gestorben 2013), Andy Roberts (ex-Liverpool Scene, Scaffold, Grimms, heute Plainsong), Dave Richards (gestorben 2019), Dick Parry, Hughie Flint (McGuinnes-Flint), Glen Colson
- sowie bei der Wiedervereinigung 2006 Stephen Fry, Ade Edmondson (The Young Ones, Bad News, Bad Shepherds), Phill Jupitus und Paul Merton
- in weiteren Formationen seit 2006 Michael Livesley, David Catlin-Birch, David Glasson, Malcolm Sked, John Halsey u. a.

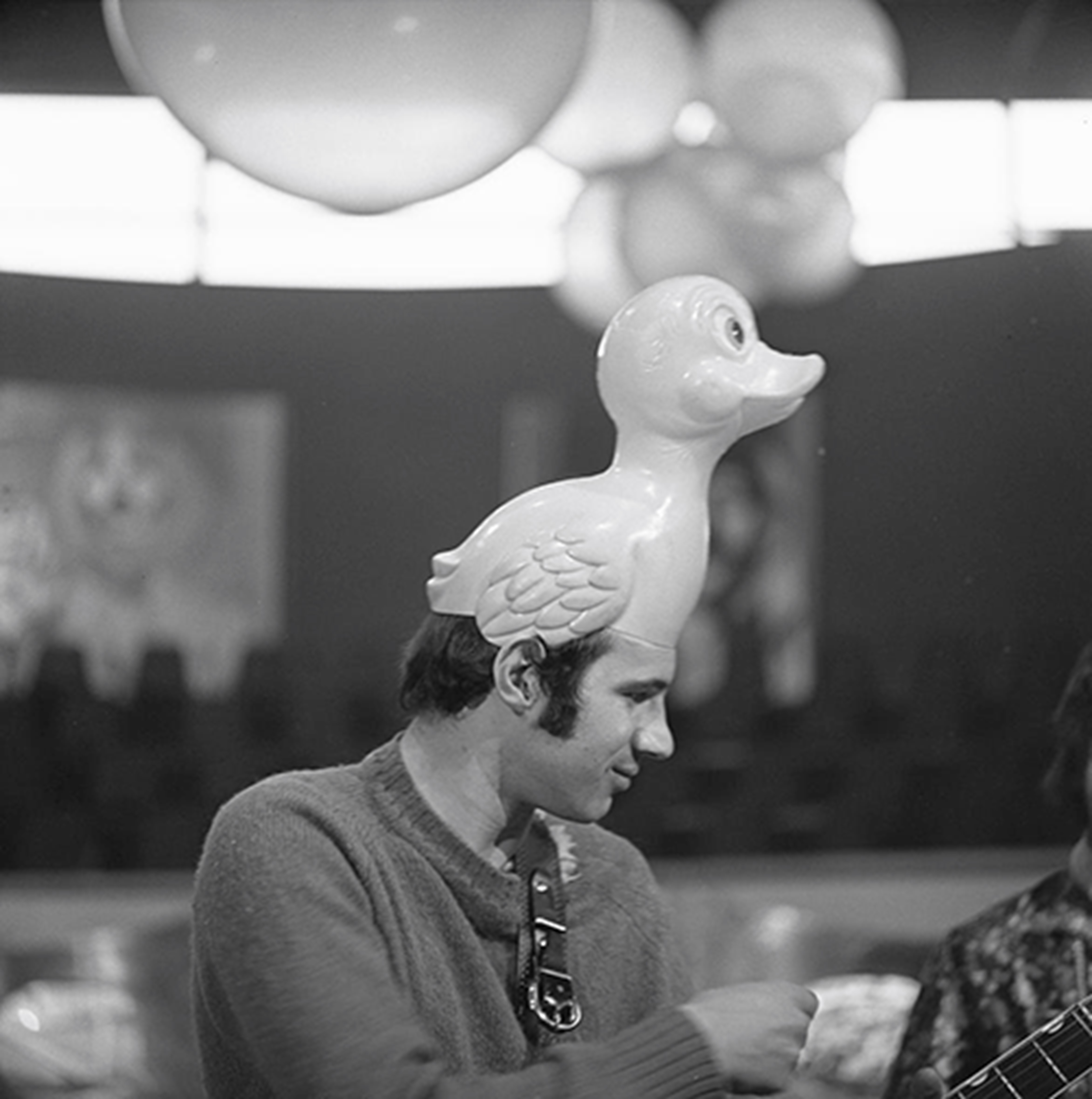
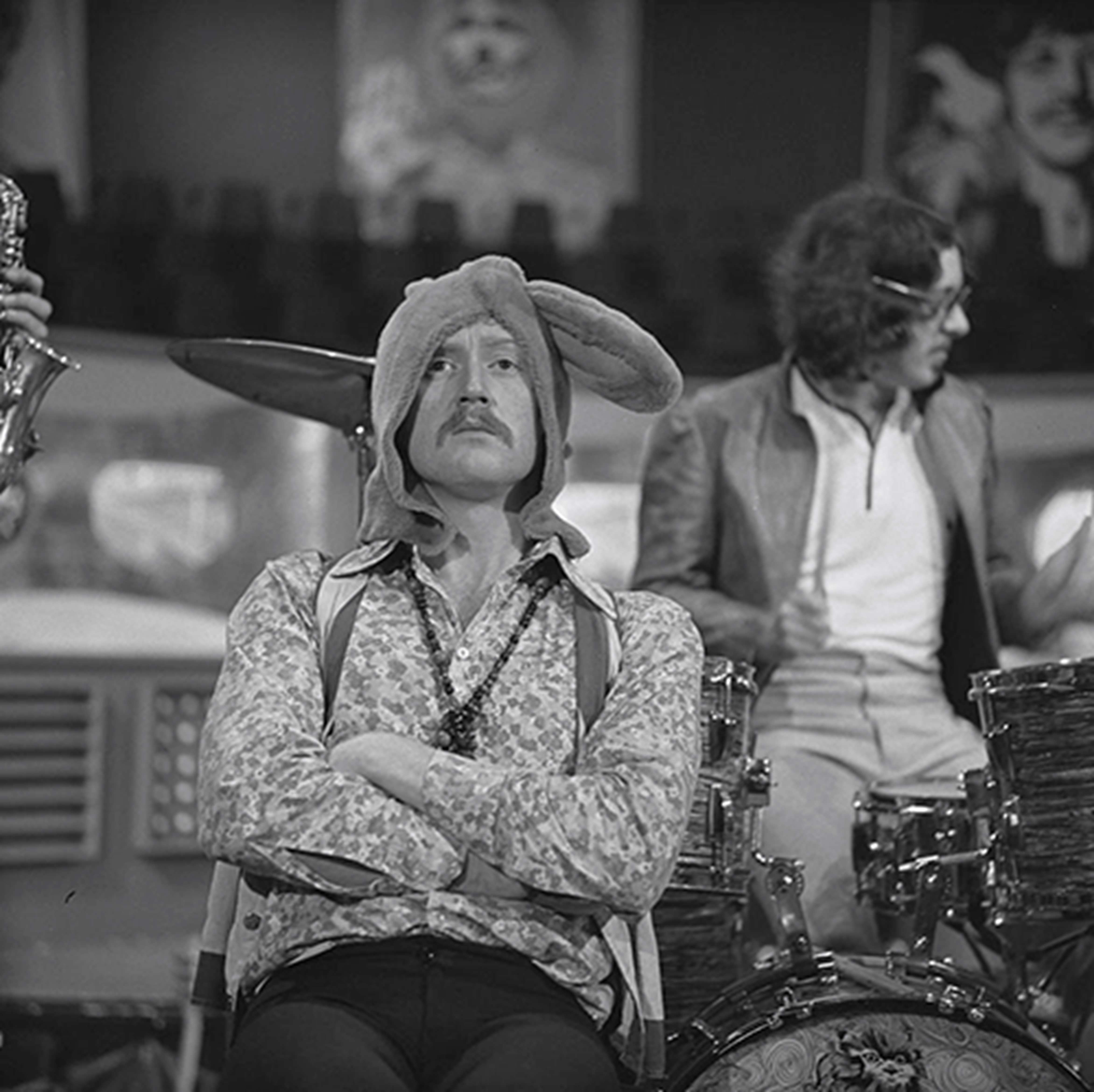
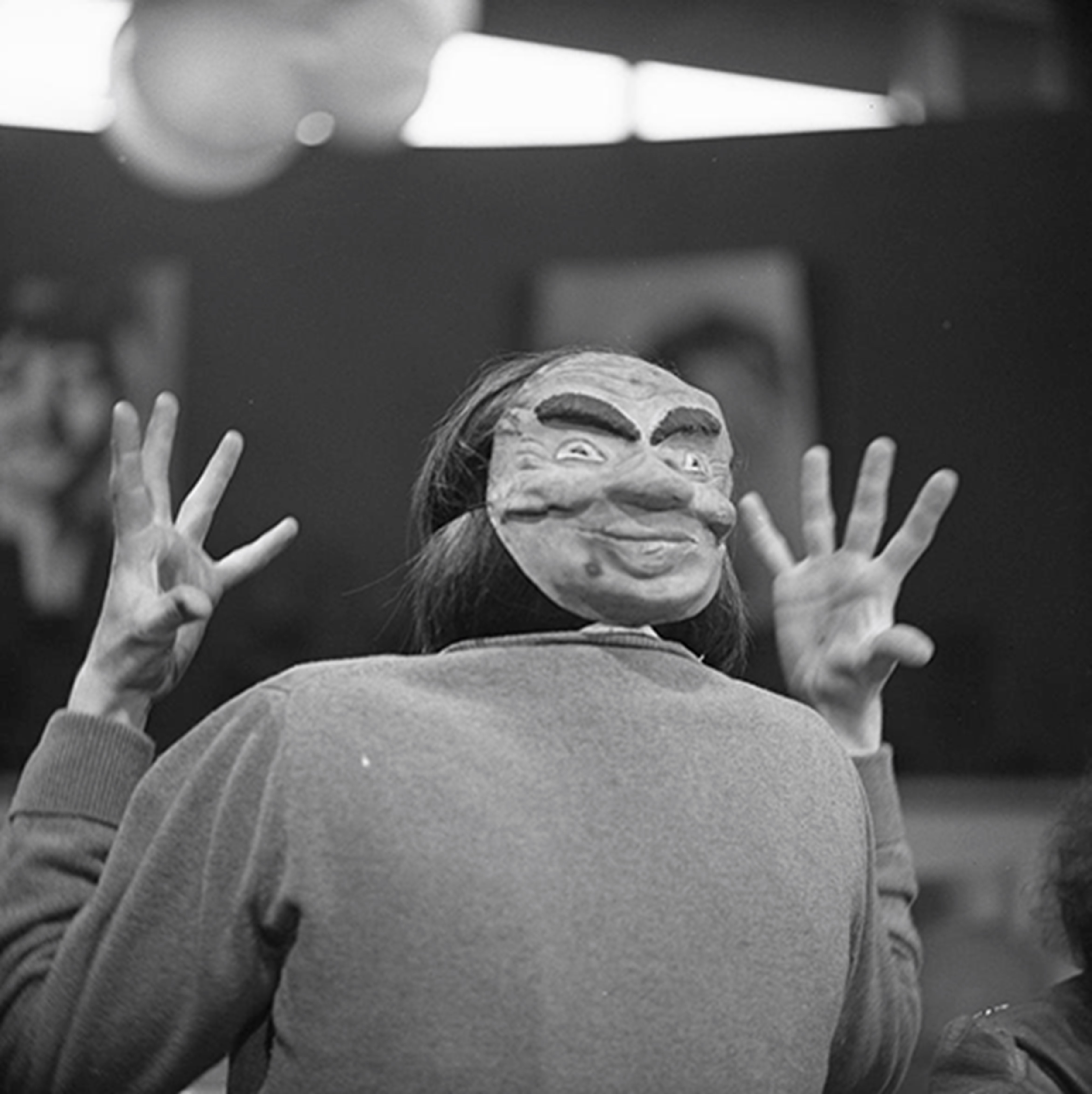
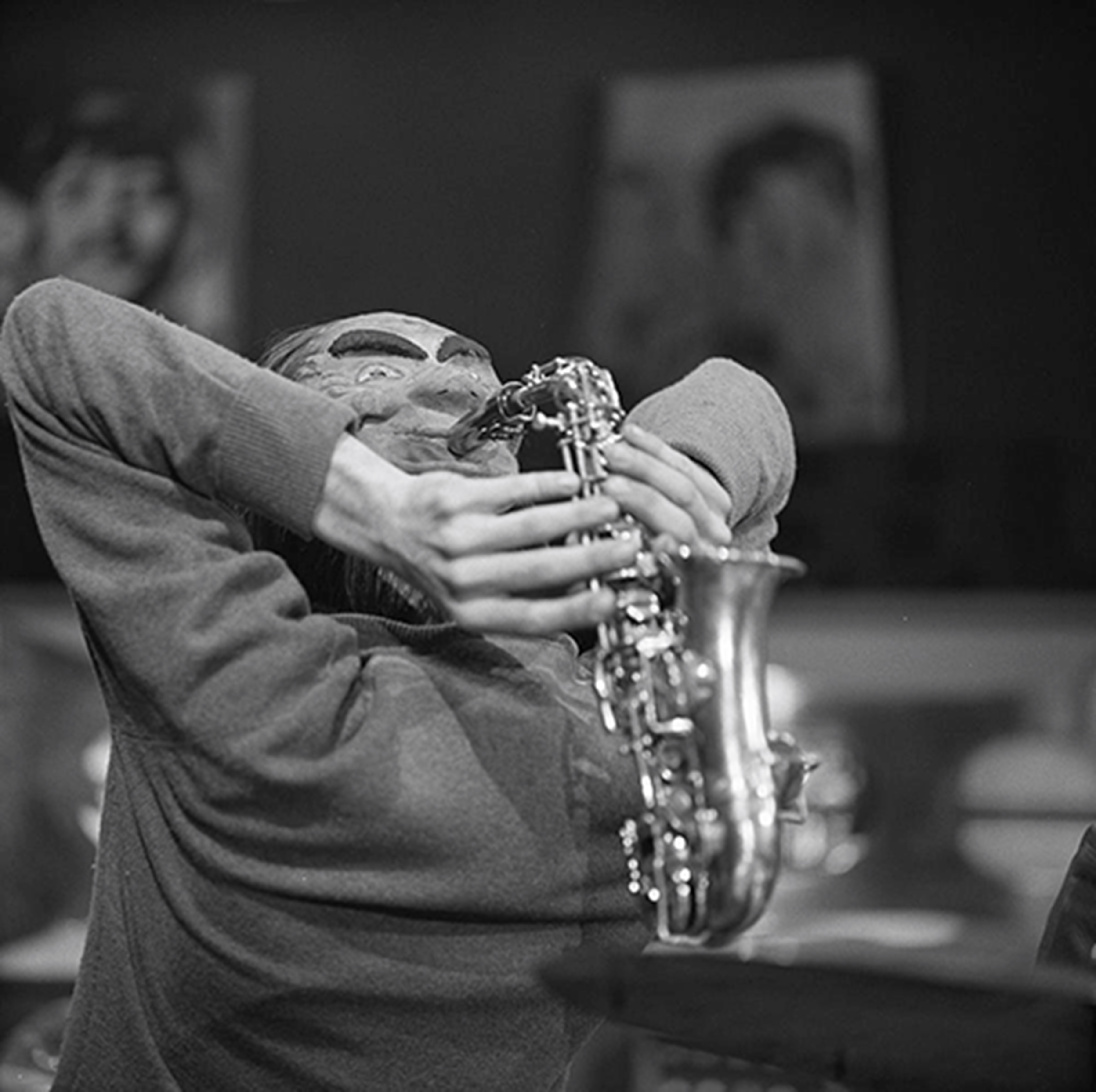
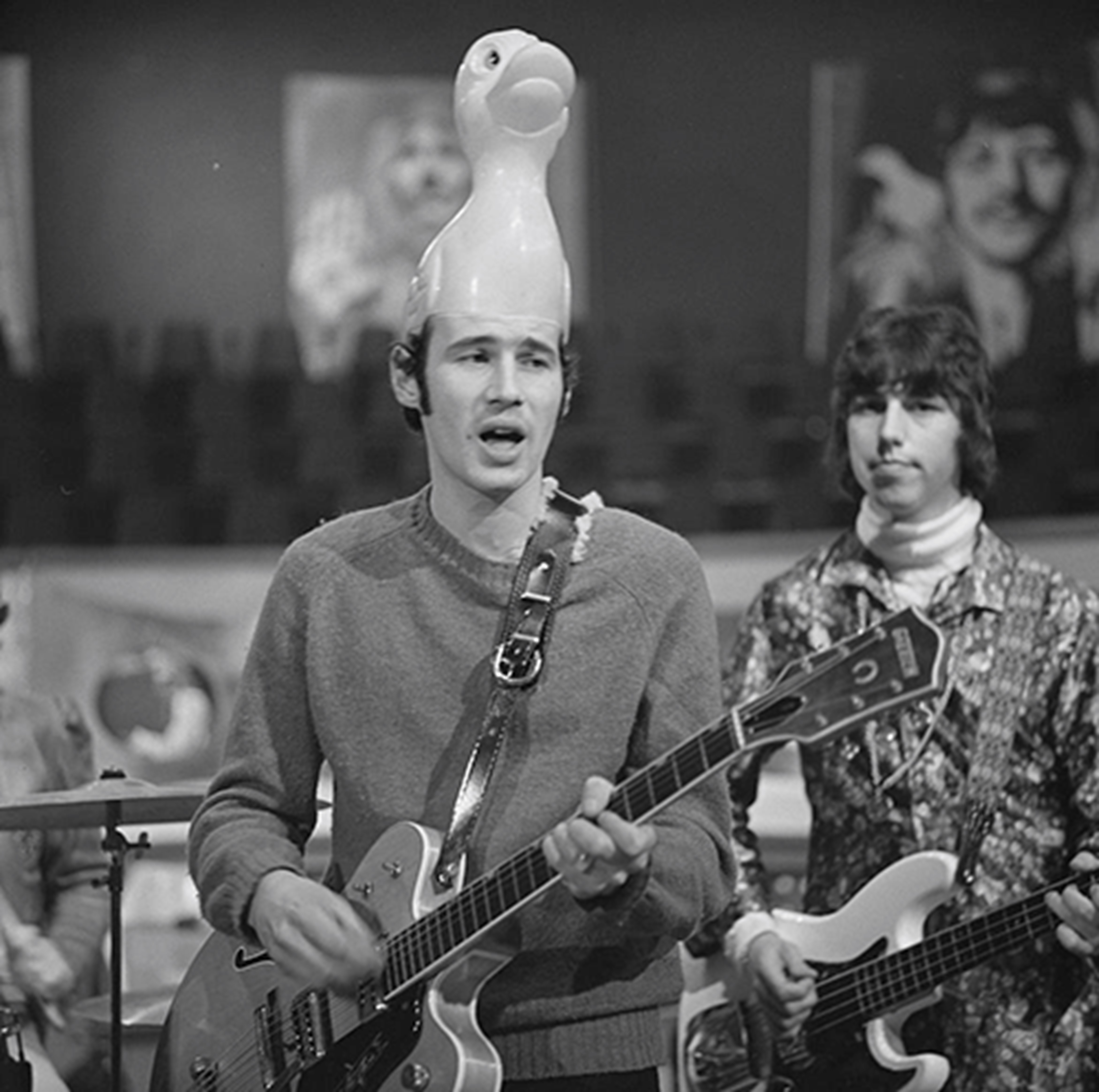

## Diskografie

### Alben
- Gorilla (1967)
- The Doughnut in Granny’s Greenhouse (1968)
- Tadpoles (1969)
- Keynsham (1969)
- The Beast of the Bonzos (Kompilation 1970)
- Let’s Make Up and Be Friendly (1972)
- History of the Bonzos (Kompilation 1974)
- Anthropology (unveröffentlichtes Material 1996)
- The Complete BBC Recordings (1996)
- Wrestle Poodles and Win! (2006, Live-Konzert aus dem Astoria im Januar 2006)
- Pour l’amour des chiens (2007)
- I Should Koko! (live) (2015)
- With A Little Help (2016) (tlw. bereits veröffentlichtes Material)
- The End Of The Show (4-CD-Set mit: 'You May Adjust Your Set', 'Bilzen Festival 1969', 'Jollity Farm' (live 2006 Shepherd's Bush) und der CD 'With A Little Help')

### Singles
- My Brother Makes the Noises for the Talkies / I’m Going to Bring a Watermelon to My Girl Tonight (1966)
- Alley Oop / Button Up Your Overcoat (1966)
- The Equestrian Statue / The Intro and the Outro  (1967)
- I’m the Urban Spaceman / Canyons of Your Mind (1968)
- Mr. Apollo / Ready-Mades (1969)
- I Want to Be with You / We Were Wrong (1970)
- King of Scurf / Slush (1972)
- No Matter Who You Vote for the Government Always Gets In (Heigh Ho) (1992)

## Soloveröffentlichungen
Vivian Stanshall
- Men Opening Umbrellas Ahead (1974)
- Sir Henry at Rawlinson End (1978)
- Teddy Boys Don’t Knit (1981)
- Sir Henry at Ndidi’s Kraal (1983)
- Dog Howl In Tune (2023)
- Rawlinson's End (2023)

Singles (nicht auf Alben enthalten):
- Suspicion / Blind Date (1970)
- Labio-Dental Fricative / Paper-Round (1970)
- Lakonga / Baba Tunde (1974)
- The Young Ones / Are You Having Any Fun / The Question (1976)

Roger Ruskin Spear
- Rebel Trouser Suite (EP) (1971)
- Electric Shocks (1972)
- Unusual (1973)
- als Mitglied von „Tatty Ollity“: Punktuation/Never Swat a Fly (Single, 1978)
- in verschiedenen Kollaborationen auf: Dave Glasson – Hernia Years (Kompilation 2003)

Neil Innes
- als Mitglied von „The World“: Lucky Planet (1970)
- How Sweet to Be an Idiot (1973)
- als Mitglied von „Grimms“: Grimms (1972)
- als Mitglied von „Grimms“: Rocking Duck (1973)
- als Mitglied von „Grimms“: Sleepers (1976)
- Eric Idle & Neil Innes: Rutland Weekend Songbook (1977)
- Taking Off (1977)
- als Mitglied von „The Rutles“: The Rutles – All You Need Is Cash (1978)
- Innes Book of Records (1979)
- Off the Record (1982)
- als Mitglied von „The Rutles“: Archaeology (1996)
- Recollections 1 (2003)
- Recollections 2 (2004)
- Recollections 3 (2004)
- Works in Progress (2005)
- Live at Martyrs (2005)
- Dogman (Kindergeschichte, erzählt von Phill Jupitus, 5 songs von Neil Innes)(2005)
- Neil Innes & Fatso Farewell Posterity Tour (2013)
- als Mitglied von "The Rutles": Live + Raw (2014)
- als Mitglied von "The Rutles": The Wheat Album (2018) (limitiert auf 2000 Stück)
- Nearly Really (2019)

Legs Larry Smith
- Topo D. Bil: Witchi Tai To (Single 1970)
- Springtime for Hitler (Single 1978)
- Call Me Adolf (Springtime for Hitler Single mit drei weiteren Stücken)(2001)
- Mr Wonderful (2023)

Rodney Slater's Parrots
- Parrotopia! (2017)

Three Bonzos and a Piano
- Hair of the Dog (2010)
- Bum Notes (2012)